# 全印联合工会中心

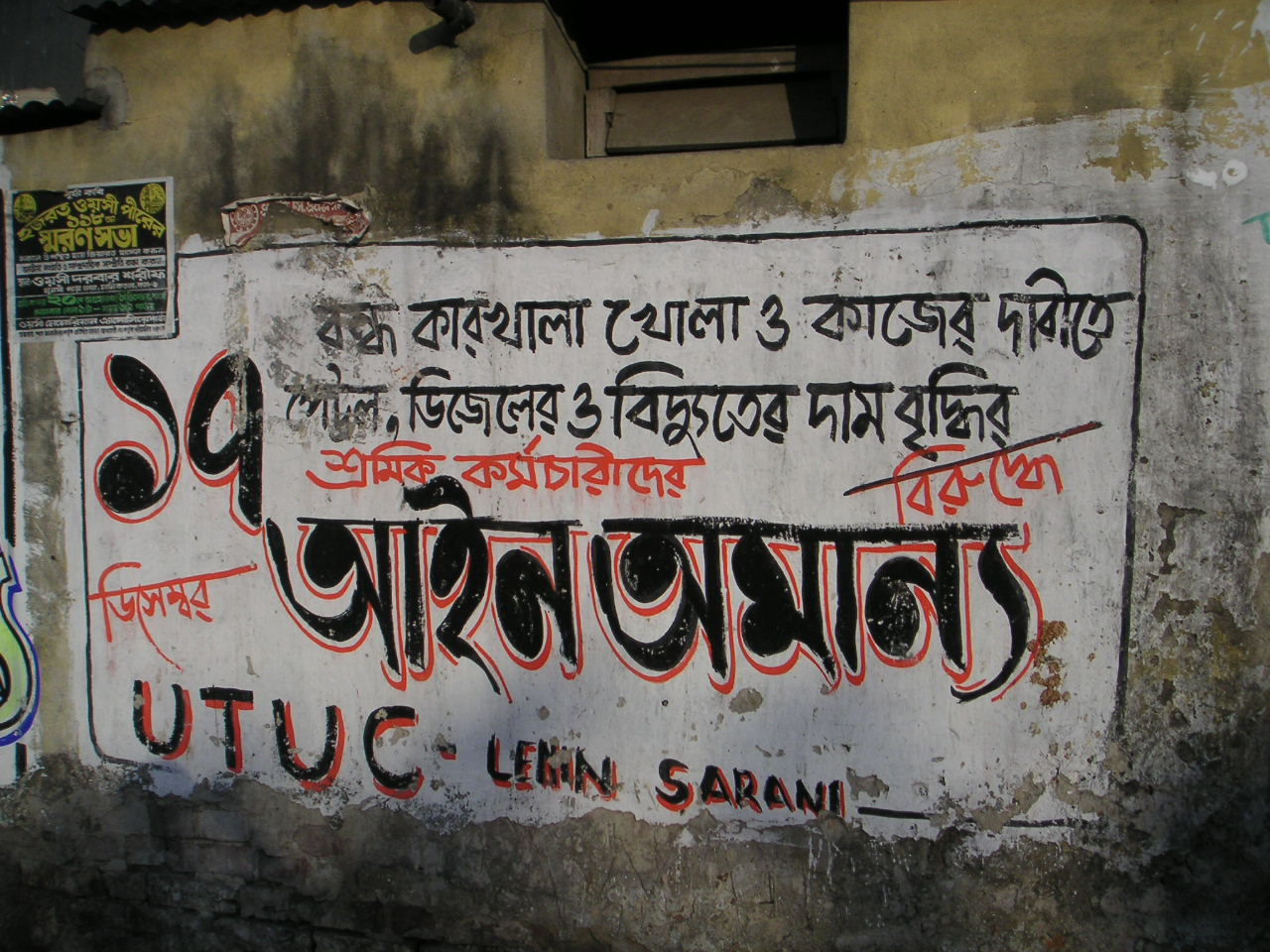
加尔各答的全印联合工会中心壁画

全印联合工会中心（英語：All India United Trade Union Centre，缩写为AIUTUC），是印度的一个全国性工会组织，隶属印度社会主义团结中心（共产党人）。1958年4月26日—27日，该组织在加尔各答的一次会议上成立，分裂自联合工会大会。最初，该组织也使用“联合工会大会”的名称；1985年，改名为联合工会中心（列宁街）；1992年，改名为联合工会中心—列宁街；2008年3月27日，改用现名。目前，该组织的活动覆盖19个邦。该组织声称有600个附属工会，个人会员超过200万。它是印度第六大工会。根据印度劳工部的临时统计数据，2002年，该组织有1368535名成员。该组织是世界工会联合会的成员。